# Groupe des droites
Ne doit pas être confondu avec Groupe des droites européennes ou Groupe technique des droites européennes.
Le groupe des droites est un groupe parlementaire à la Chambre des députés de la Troisième République française. Existant de 1910 à 1919, il rassemble l'essentiel des députés royalistes.

## Histoire

### Contexte politique
Ce groupe est une tentative de faire revivre le groupe de l'Union des droites, qui unissait les députés légitimistes et orléanistes jusqu'en 1893 et possédait la majorité à la Chambre jusqu'aux élections législatives de 1876.  En effet, la politique de ralliement à la République professée par Léon XIII à partir de 1892 a fortement entamé les rangs des royalistes à la Chambre des députés. La députés catholiques se scindent entre les irréductibles de la droite monarchique et les ralliés de la Droite républicaine, un groupe parlementaire informel.
La Droite républicaine devient le groupe des républicains indépendants en 1898 puis le groupe de l'Action libérale en 1902, et représente l'un des deux principaux courants de la droite avec les républicains progressistes, branche droite des républicains opportunistes, qui fonderont la Fédération républicaine en 1903. 
Quant aux royalistes, ils continuent d'être représentés à la Chambre des députés, mais ne représentent plus qu'un courant mineur dont les membres sont alternativement non inscrits, inscrits à l'Action libérale ou rassemblés dans un groupe parlementaire royaliste comme le groupe des droites.

### Composition
Le groupe des droites constitue « le dernier carré des fidèles de la monarchie ». Il compte 19 députés pendant la Xe législature, et 15 députés lors de la XIe législature.

### Disparition
Le groupe des droites disparaît après les élections législatives de 1919, remplacé par les Indépendants de droite, une coalition dominée par les sympathisants de l'Action française.

### Interventions à la Chambre

#### Chute du gouvernement Painlevé
En septembre 1917, Léon Daudet, polémiste de l'Action française, envoie une lettre au président de la République, Raymond Poincaré, pour accuser Louis Malvy, ancien ministre de l'Intérieur, d'avoir entretenu des contacts avec le haut commandement allemand et d'avoir contribué au déclenchement des mutineries de 1917. À la demande de Malvy, cette lettre est lue à la Chambre le 4 octobre 1917 par le président du Conseil, Paul Painlevé, et déclenche des discussions houleuses parmi les parlementaires.
Lors de la séance du 13 novembre, Jules Delahaye, soutenu par ses collègues du groupe des droites Jacques de Juigné, Armand de Baudry d'Asson, Henri de La Ferronnays et Jules Delahaye et par les indépendants Jean Ybarnégaray, Ferdinand Bougère et Jules-Albert de Dion, interpelle violemment le gouvernement Painlevé en l'accusant de persécuter l'Action française et donc de rompre l'Union sacrée en vigueur depuis le début de la Grande guerre. Le gouvernement demande l’ajournement de la discussion mais l'action vigoureuse des membres du groupe des droites fait basculer la Chambre, amenant les députés à refuser cet ajournement à 277 voix contre 186. Paul Painlevé donne sa démission le jour même, entraînant la chute de son gouvernement.

## Membres
Le groupe est présidé par Fernand de Ramel de 1910 à 1914, puis par Denys Cochin de 1914 à 1915, Fernand de Ramel ayant échoué à se faire réélire député.
| Député                            | Département      | IXe législature | IXe législature            | Xe législature (19 députés) | Xe législature (19 députés) | XIe législature (15 députés) | XIe législature (15 députés) | XIIe législature | XIIe législature       | Remarques                          |
| --------------------------------- | ---------------- | --------------- | -------------------------- | --------------------------- | --------------------------- | ---------------------------- | ---------------------------- | ---------------- | ---------------------- | ---------------------------------- |
| Fernand de Ramel                  | Gard             |                 | Non inscrit                |                             | Groupe des droites          |                              |                              |                  |                        | président du groupe de 1910 à 1914 |
| Denys Cochin                      | Seine            |                 | Action libérale            |                             | Groupe des droites          |                              | Groupe des droites           |                  |                        | président du groupe de 1914 à 1915 |
| Henri de La Ferronnays            | Loire-Inférieure |                 | Non inscrit                |                             | Groupe des droites          |                              | Groupe des droites           |                  | Indépendants de droite |                                    |
| Urbain de Hercé                   | Mayenne          |                 | Action libérale            |                             | Groupe des droites          |                              | Groupe des droites           |                  |                        |                                    |
| Léon-Armand de Baudry d'Asson     | Vendée           |                 | Non inscrit                |                             | Groupe des droites          |                              |                              |                  |                        |                                    |
| Jacques de Juigné                 | Loire-Inférieure |                 | Non inscrit                |                             | Groupe des droites          |                              | Groupe des droites           |                  | Indépendants de droite |                                    |
| Maurice Gérard                    | Calvados         |                 | Non inscrit                |                             | Groupe des droites          |                              | Groupe des droites           |                  |                        |                                    |
| Christian de Villebois-Mareuil    | Mayenne          |                 | Non inscrit                |                             | Groupe des droites          |                              |                              |                  |                        |                                    |
| Maurice de Poulpiquet du Halgouët | Ille-et-Vilaine  |                 | Action libérale            |                             | Groupe des droites          |                              | Groupe des droites           |                  |                        |                                    |
| Jules Delahaye                    | Maine-et-Loire   |                 | Non inscrit                |                             | Groupe des droites          |                              | Groupe des droites           |                  |                        |                                    |
| Henri de Lavrignais               | Vendée           |                 | Non inscrit                |                             | Groupe des droites          |                              | Groupe des droites           |                  |                        |                                    |
| Pierre de Blacas d'Aulps          | Maine-et-Loire   |                 | Non inscrit                |                             | Groupe des droites          |                              | Groupe des droites           |                  |                        |                                    |
| Jacques Le Cardinal de Kernier    | Ille-et-Vilaine  |                 |                            |                             | Groupe des droites          |                              | Groupe des droites           |                  |                        | élu en 1912 (élection partielle)   |
| Hubert de Montaigu                | Loire-Inférieure |                 |                            |                             | Groupe des droites          |                              | Groupe des droites           |                  |                        |                                    |
| Paul-Henri de Lanjuinais          | Morbihan         |                 | Non inscrit                |                             | Groupe des droites          |                              |                              |                  |                        |                                    |
| Henry Taudière                    | Deux-Sèvres      |                 |                            |                             | Groupe des droites          |                              | Groupe des droites           |                  |                        | mort en cours de mandat en 1914    |
| Olivier Le Gonidec de Traissan    | Ille-et-Vilaine  |                 | Non inscrit                |                             | Groupe des droites          |                              |                              |                  |                        | mort en cours de mandat en 1912    |
| Laurent Bougère                   | Maine-et-Loire   |                 | Action libérale            |                             | Groupe des droites          |                              | Non inscrit                  |                  | Indépendants de droite |                                    |
| Charles Ginoux-Defermon           | Loire-Inférieure |                 | Républicains nationalistes |                             | Groupe des droites          |                              | Non inscrit                  |                  | Indépendants de droite |                                    |
| Armand de Baudry d'Asson          | Vendée           |                 |                            |                             |                             |                              | Groupe des droites           |                  | Indépendants de droite |                                    |
| Joseph Gouyon de Coypel           | Morbihan         |                 |                            |                             |                             |                              | Groupe des droites           |                  |                        |                                    |
| Josselin de Rohan-Chabot          | Morbihan         |                 |                            |                             |                             |                              | Groupe des droites           |                  |                        | tombé au champ d'honneur en 1916   |